# Mikkes
Mikkes (en àrab ميكس, Mīkks; en amazic ⵎⵉⴽⴽⵙ) és una comuna rural de la província de Moulay Yaâcoub, a la regió de Fes-Meknès, al Marroc. Segons el cens de 2014 tenia una població total de 6.089 persones.